# Two Tree Island (England)
Two Tree Island, ist eine 257 Hektar große Insel. Sie liegt nordöstlich von Canvey Island und südwestlich von Leigh-on-Sea in Essex, England. Sie ist mit dem Festland durch eine Brücke bei Leigh verbunden.
Die Insel wurde im 18. Jahrhundert aus dem Mündungsgebiet der Themse gewonnen. Bis 1910 wurde sie nur als Weideland genutzt, dann wurde eine Kläranlage auf ihr gebaut. Ab 1936 diente die gesamte Insel als Deponie diese wurde 1974 auf ein kleines Gebiet eingeschränkt. Die östliche Hälfte ist nun ein Naturschutzgebiet, das vom Essex Wildlife Trust verwaltet wird. Der westliche Teil ist ein Landschaftsgarten, der beliebt für die Vogelbeobachtung ist. Am westlichen Ende der Insel gibt es zwei Beobachtungshütten. Eine überblickt eine künstlich angelegte Lagune wo Wattvögel nach Nahrung suchen. Während der Brutzeit nisten Vögel auf der Insel. Eine Nestwache wurde für einige Jahre organisiert, da es zum Diebstahl von Säbelschnäblereiern gekommen ist. Auf der Südseite der Insel gibt es am Ende der Straße einen Bootsrampe aus Beton und eine Lagermöglichkeit für Boote sowie zwei Parkplätze.